# Бостанијада у Шашинцима
Бостанијада у Шашинцима је туристичко-привредни догађај у част лубенице која се крајем августа и почетком септембра одржава у селу Шашинцима поред Сремске Митровице. Поред избора најслађе и најтеже лубенице и такмичења у брзом једењу лубеница, у Шашинцима се, сваког лета, у оквиру ове манифестације, организује и надметање у кувању бећар-паприкаша, приређује се изложба ручних радова и веома привлачан дефиле коњских запрега кроз село.